# Losone
Losone (lmo. Loson) – miejscowość i gmina w południowej Szwajcarii, w kantonie Ticino, w okręgu (distretto) Locarno, w powiecie (circolo) Isole. Leży nad rzeką Maggia.

## Demografia
W Losone mieszka 6 729 osób. W 2021 roku 23,3% populacji gminy stanowiły osoby urodzone poza Szwajcarią. 